# Basquitis
Basquitis és la designació d'un sentiment d'admiració o d'injustícia envers el País Basc de diversos sectors catalanistes. És un nom força estès i conegut a Catalunya, mentre que al País Basc no és gens conegut. Per a alguns, pot arribar a ser una obsessió més enllà del mer sentiment: heus ací el perquè del sufix -itis de malaltia Aquest fenomen es subdivideix en dues tendències: l'admiració i la injustícia.
Entre els partidaris del catalanisme, de la dreta política i, en particular, del partit de CiU, a més dels seus propis membres, s'ha escampat una sensació d'injustícia per l'autogovern econòmic de què s'ha dotat al País Basc.
Aquesta sensació d'injustícia es deu principalment a dos fets: la Comunitat Autònoma Basca ha rebut un millor tracte per part del Govern d'Espanya que no pas Catalunya i el Govern Basc ha rebut més competències que no pas la Generalitat de Catalunya.